# Norah Baring
Norah Baring, nata Norah Minnie Baker (Acton, 26 novembre 1905 – Puttenham, 8 febbraio 1985), è stata un'attrice britannica.
Nota soprattutto per il ruolo di Diana Baring nel film del 1930 Omicidio! di Alfred Hitchcock, conclude la sua carriera appena quattro anni dopo con Little Stranger di George King. Muore a causa di una polmonite l'8 febbraio 1985.

## Filmografia
- The Indian Love Lyrics, regia di Sinclair Hill (1923)
- Parisiskor, regia di Gustaf Molander (1928)
- Underground, regia di Anthony Asquith (1928)
- The Runaway Princess, regia di Anthony Asquith e Fritz Wendhausen (1929)
- The Celestial City, regia di J.O.C. Orton (1929)
- A Cottage on Dartmoor, regia di Anthony Asquith (1929)
- At the Villa Rose, regia di Leslie S. Hiscott (1930)
- Due mondi (Two Worlds), regia di Ewald André Dupont (1930)
- Omicidio! (Murder!), regia di Alfred Hitchcock (1930)
- Should a Doctor Tell?, regia di H. Manning Haynes (1930)
- The Lyons Mail, regia di Arthur Maude (1931)
- Strange Evidence, regia di Robert Milton (1933)
- The House of Trent, regia di Norman Walker (1933)
- Little Stranger, regia di George King (1934)